# Uschi Zietsch

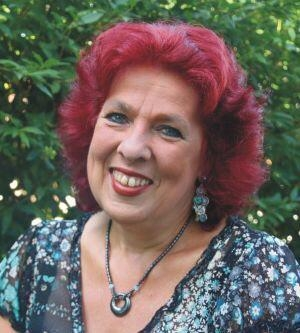
Uschi Zietsch im Jahre 2016

Uschi Zietsch (* 3. August 1961 in München) ist eine deutsche Autorin von – unter anderem – Fantasy-Romanen, Science-Fiction-Abenteuern, Kinder- und Tierbüchern. Teilweise schreibt sie Romane und Erzählungen unter dem Pseudonym Susan Schwartz sowie TV-Romane und Krimis unter anderen Pseudonymen. Sie ist zudem als Reisefotografin und Verlegerin tätig.

## Leben
Uschi Zietsch, Tochter des bayerischen Politikers Friedrich Zietsch, machte mit 18 Jahren ihr Abitur in München und studierte anschließend Jura, Politik, Theaterwissenschaft und Geschichte. Schon als Kind begann sie zu schreiben.
Bereits 1977 ersann sie Das Träumende Universum und trat 1978 mit dem ersten 1000-seitigen Roman daraus an die Verlage heran. Weil das Werk für eine Erstveröffentlichung zu umfangreich war, verfasste Uschi Zietsch im Folgenden kürzere Romane dazu. So kam es 1986 zur Erstveröffentlichung von Sternwolke und Eiszauber im Heyne Verlag.
Da sie jedoch für ihre weiteren Ideen keine ausreichenden Veröffentlichungsmöglichkeiten finden konnte, gründete sie zusammen mit ihrem Ehemann 1987 einen eigenen Verlag unter dem Namen Fabylon, in dem sie weitere Werke veröffentlichte. Neben Der Traum der Wintersonne (1988), einer keltischen Fairy Tale, die allgemein großen Anklang fand und sich rasch zum Bestseller des jungen Verlags entwickelte, kam mit Der Stern der Götter 1990 ein weiterer Roman aus dem Träumenden Universum heraus, der zum ersten Mal die Welt Waldsee als Schauplatz hatte. Hieran knüpfte ab 2006 der Zyklus um Die Chroniken von Waldsee mit derzeit fünf Bänden an.
1991 kam sie auf der Frankfurter Buchmesse mit Werner Fuchs, Fantasy Productions (Verlag unter anderem für das Rollenspiel Das Schwarze Auge), sowie mit Dr. Florian Marzin, dem damaligen Chefredakteur des Pabel-Moewig Verlags ins Gespräch und verfasste in der Folgezeit zwei Aventurienromane, mehr als 100 Heftromane zur SF-Serie Perry Rhodan, mehrere Bände der Serie Perry Rhodan Neo sowie Beiträge zur Schwesterserie Atlan, bei der sie für einen Zyklus auch die Redaktion der Leserkontaktseite übernahm. Ferner schrieb sie für die Science-Fiction-Serie Bad Earth und verfasste Heftromane und Hardcover zum SciFi-Fantasy-Endzeit-Mix Maddrax und für die Romanreihe zum Computerspiel SpellForce: The Order of Dawn.
Im Frühjahr 2007 wurde bei Fabylon die Science-Fantasy-Serie SunQuest mit ihr als Co-Autorin und Redakteurin begonnen und im August 2010 abgeschlossen. Insgesamt kamen 12 Taschenbücher heraus, die von je zwei Autoren geschrieben wurden. Neben zahlreichen Erstveröffentlichungen durch Jungautoren (z. B. Dennis Mathiak, Laura Flöter, Alex Nofftz) konnten erfahrene Autoren wie Ernst Vlcek, Uwe Anton oder Hubert Haensel für eine Mitarbeit gewonnen werden.
Im Oktober 2008 begann die 20-teilige monatliche Fantasy-Serie Elfenzeit im Bertelsmann Buchclub (BS-Editionen), für die sie das Konzept erstellte, die Exposés schrieb und mit Co-Autoren die Romane (unter ihrem Alias Susan Schwartz) verfasste. Elfenzeit ist eine moderne Urban-Fantasy-Serie, die globale Mythen und Realität miteinander verbindet, und an vielen Orten der Welt spielt. Ab Januar 2012 wurde die 15-teilige Fantasy-Serie Schattenlord im Bertelsmann Buchclub (BS-Editionen) als Spin-off der Serie Elfenzeit veröffentlicht. Kurz darauf im selben Jahr erschien unter dem Pseudonym Prisca Burrows bei Bastei-Lübbe Der Fluch der Halblinge, der 2014 seine Fortsetzung mit Das Opfer der Bogins fand.
Ab 2017 wurde Uschi Zietsch nach 14 Jahren gelegentlicher Mitarbeit wieder feste Teamautorin bei der Serie Perry Rhodan, für die sie unter ihrem Pseudonym Susan Schwartz regelmäßig Romane verfasste.
Uschi Zietsch lebt als freie Schriftstellerin auf einem Hof im Landkreis Unterallgäu und gibt neben ihrer Autorentätigkeit Schreibseminare für angehende Autoren in Österreich und Deutschland. Sie produziert Bücher bei Fabylon, wo sie als Miteigentümerin, Herausgeberin, Redakteurin und Lektorin fungiert. Die meisten ihrer Romane werden in Druckformaten und als E-Books veröffentlicht.

## Pseudonyme
- Susan Schwartz
- Prisca Burrows
- Ashley Lindisfarne
- Anna Leoni (verlagseigenes Sammel-Pseudonym)
- Leonora Sasso (verlagseigenes Sammel-Pseudonym)

## Werke

### Das Träumende Universum
1. Sternwolke und Eiszauber. Heyne Fantasy, 1986, ISBN 3-453-31335-6.
2. Der Stern der Götter (Prequel zu Chroniken von Waldsee). Fabylon, 1989, ISBN 3-927071-04-8.
3. Dämonenblut (Band 1 der Chroniken von Waldsee). Bastei Lübbe, 2008, ISBN 3-404-28517-4.
4. Nachtfeuer (Band 2 der Chroniken von Waldsee). Bastei Lübbe, 2008, ISBN 3-404-28520-4.
5. Perlmond (Band 3 der Chroniken von Waldsee). Bastei Lübbe, 2008, ISBN 3-404-28522-0.
6. Nauraka (Band 4 der Chroniken von Waldsee). Bastei Lübbe, 2009, Fabylon, 2015, ISBN 3-404-28534-4.
7. Fyrgar (Band 5 der Chroniken von Waldsee). Bastei Lübbe, 2011, Fabylon, 2015, ISBN 3-404-28549-2.
8. Der wahre Schatz. 2002, Kurzgeschichte, erschienen in den Anthologien Feueratem (ISBN 3-426-70279-7) und Der wahre Schatz und andere Fantasien (ISBN 3-942533-02-2).

### Einzelromane
- Der Traum der Wintersonne. Fabylon, 1988, ISBN 3-927071-01-3.
- Hades. Fabylon, 1989, ISBN 3-927071-03-X.
- Der Alp. Fabylon, 1993, ISBN 3-927071-11-0.
- Schneeflöckchen und der Major. Ullstein Verlag, 1997, ISBN 3-548-24083-6.

### Chronik der Bogins (als Prisca Burrows)
1. Der Fluch der Halblinge. 2012.
2. Das Opfer der Bogins. 2014.

Neuauflage unter dem Titel Das Reich Albalon als E-Books, Fabylon, 2017,
1. Der Bund der Fiandur.
2. Das Herz des Königs.

### Tiere, Freunde für’s Leben
- Band 1, Mira, die Heldin. Dino Verlag, 2000, ISBN 978-3-89748-229-6.
- Band 2, Cleos großer Sieg. Dino Verlag, 2000, ISBN 978-3-89748-230-2.
- Band 3, Gib nicht auf, Max. Dino Verlag, 2000, ISBN 978-3-89748-231-9.
- Band 4, Minka, wo bist du?. Dino Verlag, 2000.
- Band 5, Einsteins beste Idee. Dino Verlag, 2000, ISBN 978-3-89748-303-3.
- Band 6, Fees großer Auftritt. Dino Verlag, 2000.
- Band 7, Sunny jagt den Dieb. Dino Verlag, 2001.
- Band 8, Minni kommt groß raus. Dino Verlag, 2001.
- Band 10, Wohin gehörst du, Ole?. Dino Verlag, 2002.
- Band 11, Fenja, einfach klasse!. Dino Verlag, 2002.
- Kleine Schnüffler ganz groß. (Sammelband), Dino Verlag, 2002.
- Die schönsten Geschichten der Tierkinder Fee und Sunny. Panini, 2008.

### Elfenzeit (Exposé und Autorin, 20 Bände, als Susan Schwartz)
- Band 1,  Der Hauch der Anderswelt. 2007.
- Band 4, Der Löwe von Venedig. 2008.
- Band 5, Schatten des Totenreiches. 2009.
- Band 8, Insel von Feuer und Nebel. 2009.
- Band 9, Im Bann der Dunklen Königin. 2009.
- Band 12, Ragnarök. 2009.
- Band 15, Die Goldenen Äpfel. 2009.
- Band 19, Kampf um Earrach. 2010.
- Band 20, Der Atem der Unsterblichkeit. 2010.

### Schattenlord (Exposé und Autorin, 15 Bände, als Susan Schwartz)
- Band 1,  Gestrandet in der Anderswelt. 2011.
- Band 4, Der Fluch der Seelenfänger. 2011.
- Band 5, Sturm über Morgenröte. 2012.
- Band 8, Die Vogelkönigin. 2012.
- Band 9, Meister der Assassinen. 2012.
- Band 11, Die silberne Maske. (zusammen mit Stephanie Seidel), 2012.
- Band 12, Lied der sieben Winde. 2012.
- Band 15, Spiegel der Offenbarung. 2013.

### SunQuest (Exposé und Autorin, 12 Bände, als Susan Schwartz)
- Band 1, Fathomless. (zusammen mit Ernst Vlcek), Fabylon-Verlag, 2007.
- Band 6, Tenebrae. (zusammen mit Uwe Anton), Fabylon-Verlag, 2008.
- Band 7, Der dunkle Mond. (zusammen mit Hubert Haensel), Fabylon-Verlag, 2009.
- Band 12, ELIUM. (zusammen mit Marc A. Herren), Fabylon-Verlag, 2010.

### Das Schwarze Auge
- Túan der Wanderer. Heyne, 1995, ISBN 3-453-08677-5.
- Der Drachenkönig. Heyne, 1995, ISBN 3-453-09493-X.

### Coco Zamis – Die Abenteuer einer jungen Hexe (als Susan Schwartz)
- Schwesterherz. 2002, in Band 5 Des Teufels Günstling.
- Die Teufelsinsel. 2003, in Band 6 Axinums Schattenheer.

### SpellForce Shaikan Zyklus
- Windflüsterer. Panini, 2006, ISBN 3-8332-1324-8.
- Erben der Finsternis. Panini, 2006, ISBN 3-8332-1454-6.
- Sturm auf Shaikur. Panini, 2007, ISBN 3-8332-1573-9.

### Bad Earth (als Susan Schwartz)
- Band 2, Hinter dem Horizont. Zaubermond-Verlag, 2005.
- Band 7, Die hermetische Galaxis. Zaubermond-Verlag, 2006.

### Maddrax (als Susan Schwartz)
- Band 12, Die Graue Pest. Zaubermond-Verlag, 2006.
- Band 16, Der Götterbote. Zaubermond-Verlag, 2007.
- Band 20, Takeos Traum. Zaubermond-Verlag, 2008.

### Raumschiff Promet(als Susan Schwartz)
Neue Abenteuer:
- Band 7, Invasion der Biomechs. 1999, ISBN 3-932171-76-4 (mit Achim Mehnert).

Titan Sternenabenteuer:
- Band 8, Die Anachronisten. 2006, ISBN 3-89840-120-0 (mit Margret Schwekendiek).

### Das Volk der Nacht – Neue Abenteuer (als Susan Schwartz)
- Band 12, Sterbende Zukunft. Zaubermond-Verlag, 2001, ISBN 978-3-931407-68-1.

### Perry Rhodan (als Susan Schwartz)
- Autorenbibliothek Band 5, Quinto-Center. VPM, 2003.
- Planetenroman Band 357, Chandris Welt. VPM, 2010.
- Planetenroman Band 370, Welt der Prospektoren. Heyne, 1994, VPM, 2001.

- über 100 Romane der Heftromanreihen Perry Rhodan und Atlan sowie der Taschenheftreihe Perry Rhodan Neo

### Justifiers (als Susan Schwartz)
- Band 10, Unusual Suspects. Heyne, 2013, ISBN 978-3-453-31408-5.

### TV-Romane (Romane zu Fernsehserien, Dino Verlag)
- Dir gehört mein Herz!, Band 1 zu Gute Zeiten, Schlechte Zeiten, 1997, RTL (als Anna Leoni)

- Verwirrung des Herzens 1997–1998, ZDF (als Leonora Sasso)
  - Band 1, Schicksalswege.
  - Band 2, Freundschaft und Liebe.
  - Band 3, Die Entscheidung.

- Hoffnungslos verliebt, Band 7 zu Verbotene Liebe, 1999, ARD (als Ashley Lindisfarne)

- Hinter Gittern, 1998–2000, RTL (als Ashley Lindisfarne)
  - Band 1, Die Geschichte der Susanne Teubner.
  - Band 2, Die Geschichte der Blondie Koschinski.
  - Band 3, Die Geschichte der Vivien Andraschek.
  - Band 11, Die Geschichte der Mona Suttner.

## Preise und Auszeichnungen
- 1989 errang Der Traum der Wintersonne den dritten Platz des Kurd-Laßwitz-Preises;
- 2005 bekam Uschi Zietsch einen Literaturpreis des Filmmuseums Berlin für die Krimi-Kurzgeschichte Der künftige Mord.
- 2008 belegte sie den 1. Platz des von Amnesty International, lokale Gruppe Schwelm/Wuppertal und der Armin T. Wegner Gesellschaft ausgeschriebenen Armin T. Wegner-Literaturwettbewerbs zum Thema Menschenrechte mit der Kurzgeschichte Aische.
- 2017: Deutscher Fantasy Preis für dreißig Jahre verlegerische Tätigkeit auf dem Gebiet ansprechend gestalteter, gehobener deutschsprachiger Phantastik.[1]